# You Give Love a Bad Name
Singles de Bon Jovi
Silent Night
(1985) Livin' on a Prayer
(1986)
You Give Love A Bad Name est une chanson de Bon Jovi parue en 1986 sur l'album Slippery When Wet. Les compositeurs en sont Jon Bon Jovi, Richie Sambora et Desmond Child. Le chanteur et le guitariste ont écrit les couplets et le pont tandis que Desmond a amené le refrain qu'il avait écrit et utilisé pour une chanson de Bonnie Tyler, If You Were a Woman (And I Was a Man). Cette chanson n'avait pas trop fonctionné dans les charts et il trouvait dommage de la laisser aux oubliettes.

## Historique
À défaut de connaitre le succès fulgurant de Livin' on a Prayer, You Give Love A Bad Name constitue une étape-clé du parcours de Bon Jovi. Il a été le premier single du groupe à se classer numéro un du Billboard aux États-Unis, le 29 novembre 1986. Heureuse coïncidence, au même moment, la formation suédoise Europe, proche de Bon Jovi sur le plan esthétique et sonore, atteint la première place des charts au Royaume-Uni avec son titre The Final Countdown. Les chanteurs des deux groupes, Joey Tempest et Jon Bon Jovi, sont souvent comparés pour leur coiffure et leur style sur scène.
You Give Love A Bad Name est devenu par la suite un titre incontournable du répertoire en concert de Bon Jovi. Ce morceau a été réenregistré en 2003 pour l'album This Lefts Feels Right : Greatest Hist... With A Twist dans une version cadienne acoustique. En 2009, la chaine VH1 le classe au rang numéro 20 de son hit-parade des 100 meilleures chansons de hard rock de tous les temps. Avec ses 5 000 copies vendues, le single a reçu une certification d'or par la CRIA le 21 janvier 1987.

## Classements

### Classements hebdomadaires
| Classement (1986–1987)                 | Meilleure position |
| -------------------------------------- | ------------------ |
| Afrique du Sud (Springbok Radio)       | 15                 |
| Australie (Kent Music Report)          | 23                 |
| Autriche (Ö3 Austria Top 40)           | 25                 |
| Belgique (Flandre Ultratop 50 Singles) | 4                  |
| Belgique (Flandre VRT Top 30)          | 4                  |
| Canada (100 Singles)                   | 2                  |
| États-Unis (Album Rock Tracks)         | 9                  |
| États-Unis (Billboard Hot 100)         | 1                  |
| États-Unis (Cash Box)                  | 1                  |
| Finlande (Suomen virallinen lista)     | 6                  |
| Irlande (IRMA)                         | 21                 |
| Italie (FIMI)                          | 21                 |
| Nouvelle-Zélande (RMNZ)                | 7                  |
| Pays-Bas (Nederlandse Top 40)          | 5                  |
| Pays-Bas (Single Top 100)              | 2                  |
| Royaume-Uni (UK Singles Chart)         | 14                 |
| Suède (Sverigetopplistan)              | 14                 |

| Classement (2007)              | Meilleure position |
| ------------------------------ | ------------------ |
| États-Unis (Hot Digital Songs) | 29                 |

| Classement (2011)                         | Meilleure position |
| ----------------------------------------- | ------------------ |
| Belgique (Flandre Back Catalogue Singles) | 36                 |

### Classements annuels
| Classement (1986)              | Position |
| ------------------------------ | -------- |
| Belgique (Flandre Ultratop 50) | 69       |
| Canada (Top 100 Singles)       | 88       |
| États-Unis (Billboard Hot 100) | 30       |
| États-Unis (Cash Box)          | 30       |
| Pays-Bas (Nederlandse Top 40)  | 75       |
| Pays-Bas (Single Top 100)      | 46       |

| Classement (1987)        | Position |
| ------------------------ | -------- |
| Canada (Top 100 Singles) | 55       |

## Reprises
Le groupe The Lost Fingers fait une reprise sur son album Lost in the 80's paru en 2009.